# Limnophora narona
Limnophora narona este o specie de muște din genul Limnophora, familia Muscidae. A fost descrisă pentru prima dată de Walker în anul 1849. Conform Catalogue of Life specia Limnophora narona nu are subspecii cunoscute.